# 남자의 자격
《남자의 자격》(부제 : 죽기 전에 해야 할 101가지, 男子의 資格, 영어: Man's Qualification, 약칭: 남격)은 2009년 3월 29일부터 2013년 4월 7일까지 KBS 2TV에서 방영한 리얼 버라이어티 프로그램이며, 해피선데이의 한 코너였다. 2010년 5월 23일 방송분부터 HD 방송으로 전환하였다. 초기에는 101가지 미션으로 부제를 걸고 시작했지만, 시청률 저조와 소재 고갈로 인해 원래 미션 (101가지) 보다 4가지가 부족한 97가지의 미션만 달성한 채로 폐지되었다.

## 방송 시작 시간

### 본방송 시간
| 방송 채널 | 방송일 | 방송 시작 시간 | 방송 시작 시간 |
| --------- | --- | -------------- | -------------- |
| KBS 2TV   | 2009년 3월 29일, 10월 4일 2010년 2월 14일, 6월 20일 2011년 2월 6일, 3월 27일, 4월 17일 5월 1일, 6월 5일, 6월 19일, 7월 3일 7월 24일, 8월 28일, 9월 25일, 10월 2일 10월 16일 ~ 11월 20일 12월 4일 ~ 2012년 11월 11일 | 일요일         | 17:10          |
| KBS 2TV   | 2009년 4월 5일, 2012년 10월 27일 | 일요일         | 17:30          |
| KBS 2TV   | 2010년 5월 16일 | 일요일         | 16:10          |
| KBS 2TV   | 2010년 5월 30일 | 일요일         | 16:25          |
| KBS 2TV   | 2010년 10월 24일 | 일요일         | 18:00          |
| KBS 2TV   | 2010년 11월 21일 | 일요일         | 17:15          |
| KBS 2TV   | 2011년 2월 27일, 3월 6일, 7월 10일 7월 31일, 9월 4일, 9월 11일 10월 9일, 11월 27일 2012년 11월 18일 ~ 2013년 4월 7일 | 일요일         | 17:00          |
| KBS 2TV   | 2011년 5월 8일 | 일요일         | 16:50          |
| KBS 2TV   | 2009년 4월 12일 ~ 9월 27일 10월 11일 ~ 2010년 2월 7일 2월 21일 ~ 5월 9일, 5월 23일, 6월 6일 6월 13일, 6월 27일 ~ 10월 17일 10월 31일 ~ 11월 14일 11월 28일 ~ 2011년 1월 30일 2월 13일, 2월 20일, 3월 13일 3월 20일, 4월 3일, 4월 10일, 4월 24일 5월 15일 ~ 5월 29일, 6월 12일 6월 26일, 7월 17일, 8월 7일 ~ 8월 21일 9월 18일 | 일요일         | 17:20          |

### 재방송 시간
| 방송 채널 | 방송일 | 방송 시작 시간 | 방송 시작 시간 | 방송 분량 |
| --------- | --- | -------------- | -------------- | --------- |
| KBS 2TV   | 2009년 7월 11일, 7월 25일, 9월 19일 | 토요일         | 12:55          | 60분      |
| KBS 2TV   | 2009년 7월 18일, 8월 8일 ~ 9월 12일 9월 26일, 10월 10일 | 토요일         | 12:55          | 70분      |
| KBS 2TV   | 2009년 8월 1일 | 토요일         | 13:05          | 70분      |
| KBS 2TV   | 2009년 10월 3일(추석 특집 - 신입사원 편) | 토요일         | 12:55          | 110분     |
| KBS 2TV   | 2009년 10월 17일 | 토요일         | 12:50          | 60분      |
| KBS 2TV   | 2009년 10월 24일 ~ 11월 7일 | 토요일         | 12:30          | 60분      |
| KBS 2TV   | 2009년 11월 14일 ~ 12월 19일 | 토요일         | 12:30          | 70분      |
| KBS 2TV   | 2009년 12월 26일 | 토요일         | 12:35          | 70분      |
| KBS 2TV   | 2010년 1월 2일 | 토요일         | 12:40          | 80분      |
| KBS 2TV   | 2010년 2월 13일(설 특집 - 하프 마라톤 편) | 토요일         | 12:35          | 130분     |
| KBS 2TV   | 2011년 7월 9일 | 토요일         | 11:35          | 75분      |
| KBS 2TV   | 2012년 11월 24일 ~ 2013년 1월 19일 | 토요일         | 12:05          | 70분      |
| KBS 2TV   | 2013년 1월 26일 ~ 2월 23일 | 토요일         | 12:15          | 70분      |
| KBS 2TV   | 2013년 3월 2일 ~ 3월 23일 | 토요일         | 13:35          | 70분      |
| KBS 2TV   | 2011년 7월 31일 | 일요일         | 13:00          | 100분     |
| KBS 2TV   | 2010년 1월 10일 | 일요일         | 13:00          | 60분      |
| KBS 2TV   | 2010년 5월 2일, 5월 9일 | 일요일         | 13:00          | 70분      |
| KBS 2TV   | 2010년 5월 30일, 2012년 4월 29일 | 일요일         | 12:55          | 70분      |
| KBS 2TV   | 2010년 6월 6일 | 일요일         | 12:35          | 70분      |
| KBS 2TV   | 2011년 7월 24일 | 일요일         | 12:35          | 65분      |
| KBS 2TV   | 2010년 6월 20일, 2011년 2월 6일 | 일요일         | 12:45          | 65분      |
| KBS 2TV   | 2011년 10월 9일 | 일요일         | 12:45          | 60분      |
| KBS 2TV   | 2010년 9월 19일 | 일요일         | 12:30          | 80분      |
| KBS 2TV   | 2010년 1월 17일 ~ 2월 7일 2월 21일 ~ 3월 28일, 4월 11일, 5월 23일 6월 13일, 6월 27일 ~ 9월 12일 9월 26일 ~ 2011년 1월 30일, 2월 13일 2월 20일, 3월 13일 ~ 5월 1일, 5월 15일      | 일요일         | 12:50          | 70분      |
| KBS 2TV   | 2011년 2월 27일, 3월 6일, 7월 3일 9월 4일, 9월 11일, 10월 23일 2012년 10월 14일                                                                                                  | 일요일         | 12:50          | 60분      |
| KBS 2TV   | 2011년 5월 22일 ~ 6월 26일, 7월 17일 8월 7일 ~ 8월 28일, 9월 18일, 9월 25일 10월 16일, 10월 30일 ~ 2012년 4월 22일 5월 6일 ~ 6월 24일, 8월 12일 ~ 10월 7일 10월 28일 ~ 11월 11일 | 일요일         | 12:50          | 65분      |
| KBS 2TV   | 2012년 11월 18일 | 일요일         | 12:50          | 55분      |
| KBS 2TV   | 2012년 7월 8일 ~ 7월 29일 | 일요일         | 11:45          | 65분      |
| KBS 2TV   | 2012년 8월 5일 | 일요일         | 11:55          | 50분      |
| KBS 2TV   | 2013년 4월 14일 | 일요일         | 13:15          | 75분      |
| KBS 2TV   | 2011년 9월 12일(추석 특집 - 청춘 합창단 편) | 월요일         | 14:40          | 140분     |
| KBS 2TV   | 2012년 10월 1일(추석 특집 - 패밀리 합창단 편) | 월요일         | 14:40          | 140분     |

## 출연진
| 이름      | 출연 기간                          | 별명 |
| --------- | ---------------------------------- | --- |
| 이경규    | 2009년 3월 29일 ~ 2013년 4월 7일   | - 경규옹 - 큰형님 - 맏형 - 월드컵 연예인 - 제빵왕 이탁구 - 사랑과 배려의 아이콘                                       |
| 김국진    | 2009년 3월 29일 ~ 2013년 4월 7일   | - 국찌니 - 국진대사 - 국진사 주지스님 - 국진 스님 - 치와와 - 분실 왕자                                                |
| 김태원    | 2009년 3월 29일 ~ 2013년 4월 7일   | - 국민할매 - 김할머니 - 김할매 - 김억삼 - 말콤 맥도웰 - 말콤 킴 - Mr. 말콤 - 응암동 고릴라 - 할마에 - 외계인 - 거지왕 |
| 이윤석    | 2009년 3월 29일 ~ 2013년 4월 7일   | - 국민약골 - 이박사 - 이교수                                                                                          |
| 김준호    | 2012년 7월 15일 ~ 2013년 4월 7일   | - 까불이 - 콩트의 신 (꽁신)                                                                                           |
| 주상욱    | 2012년 7월 15일 ~ 2013년 4월 7일   | - 주배우 - 뉴비덩 (뉴 비주얼 덩어리)                                                                                  |
| 윤형빈    | 2009년 3월 29일 ~ 2013년 4월 7일   | - 왕비호 - 막내 |
| 故 김성민 | 2009년 3월 29일 ~ 2010년 12월 12일 | - 김봉창 - 김초딩 - 김울보 - 슬레이트맨 - 수다쟁이 - 에너자이저                                                       |
| 이정진    | 2009년 3월 29일 ~ 2011년 5월 8일   | - 비덩 (비주얼 덩어리) - JJ - 이배우 - 차농남 (차가운 농촌 남자)                                                      |
| 양준혁    | 2011년 4월 10일 ~ 2012년 7월 8일   | - 양신 - 대구댁 - 노총각 - 양총각 - 40대 노총각 - 고창 도깨비                                                         |
| 전현무    | 2011년 5월 8일 ~ 2012년 7월 8일    | - 밉상 - 앞잡이 - 전대세 - 촉새                                                                                       |

## 멘토 선생님
- 1 ~ 3회(두 번 결혼하기, 금연학교) : 이외수
- 4 ~ 5, 10회(두 번 군대가기,눈물) : 남진
- 6 ~ 7회(육아) : 박사랑
- 12회(토론) : 김성수
- 13 ~ 14회(박학다식) : 박지선
- 15회(패러글라이더) : 권창진 팀장
- 17 ~ 18회(UCC 제작) : 유세윤, 2PM
- 18 ~ 19회(자전거 여행) : 유세윤
- 22회(웨이크보드) : 이경규

22회를 마지막으로 멘토 선생님 제도는 없어졌다.

## 5대 기획

### 2010년
- 남자, 지리산을 가다 (완료)
- 남자의 자격증 - (완료) : 김국진, 이윤석, 윤형빈 / (미완료) : 이경규, 김태원 / (하차) : 이정진 (미완료), 김성민 (완료)
- 아저씨, 배낭여행을 가다 (2011년으로 연기)
- 남자, 그리고 아마추어 (직장인 밴드) (최장기 프로젝트) - 7월 11일, 2010 컴퍼니 밴드 페스티벌 출전 - 동상 수상(4위) (완료)
- 남자, 그리고 월드컵을 가다 (완료)

### 2011년
- 아저씨, 배낭여행을 가다 - 5월 16일 ~ 26일 9박 10일, 서호주 (완료)
- 남자, 새로운 취미를 갖다 Ⅱ (탭댄스) - 11월 13일, 코리아 탭 페스티벌 출전 - 인기상 수상 (완료)
- 남자, 그리고 단편영화 (단편영화제 출품) (무산됨)
- 남자, 그리고 사물놀이 (무산됨)
- 남자, 그리고 사장님 (소자본 창업) (무산됨)

## 직장인 밴드
2010 컴퍼니 밴드 페스티벌 출전
- 감독 : 김태원

- 드럼 : 이윤석
- 건반(키보드) : 윤형빈
- 베이스 : 이정진
- 퍼스트 기타 : 김국진
- 세컨 기타 & 래퍼 : 이경규
- 보컬 : 김성민

- 연주곡 : 사랑해서 사랑해서 (작사/작곡 : 김태원)

- 대회 결과 : 2010년 7월 11일 본선 결과, 동상 수상 (9팀 중 4위)
- 대회 이후

- '사랑해서 사랑해서'의 오리지널 버전과 라이브 버전으로 구성된 디지털 음원이 발매되었다.
- 2010년 KBS 연예대상에서 오프닝 공연을 하였다. 김성민은 하차하였기 때문에 윤형빈이 보컬을 맡고, 합창단원인 조용훈이 건반을 맡았다. 합창단의 솔리스트들이 코러스를 하였다.

## 합창단

### 시즌 1 (남격 합창단)
- 창단 : 2010년 7월 8일
- 해체 : 2010년 9월 3일

제 7회 거제 전국 합창경연대회 출전
- 지휘 : 박칼린
- 안무 : 최재림
- 반주 : 오민영
- 단장 : 이경규

- 소프라노 (8명 → 7명)

- 파트장 : 최서연
- 배다해, 신보라, 손안나(성대 결절로 인해 탈퇴), 선우, 박은영, 김여희, 이슬(김규랑)

- 알토 (8명)

- 파트장 : 최소라
- 조은설, 신보경, 박슬기, 임수지, 정경미, 이아시, 한수영

- 테너 (10명 → 9명)

- 파트장 : 홍성무
- 서인국, 정진우, 최성원, 유준성, 이윤석, 김성민, 윤형빈, 김태원

- 베이스 (8명 → 7명)

- 파트장 : 김정혁
- 고중석, 서두원, 서재혁, 임종현, 조용훈(테너에서 이동), 이경규, 김국진, 이정진(드라마 스케줄 관계로 합창대회 불참)

- 합창곡 : 넬라 판타지아, 애니메이션 메들리(빨강머리 앤 - 배추도사 무도사 - 꼬마자동차 붕붕 - 메칸더V - 달려라 하니 - 날아라 슈퍼보드 - 개구리 왕눈이 - 미래소년 코난 - 피구왕 통키)
- 넬라 판타지아 소프라노 솔리스트 : 배다해(메인 멜로디→화음), 선우(화음→메인 멜로디)
- 만화 주제가 메들리 중 "배추도사 무도사" 듀엣 : 고중석, 조용훈

- 대회 결과 : 장려상
- 대회 이후

- 2010년 10월 15일 하모니편 전 과정과 미공개 인터뷰 영상을 담은 남자의 자격 <남자, 그리고 하모니> DVD 디지팩 한정판이 발매되었다. DVD 3장으로 구성되어 있고, 가격은 49,500원이다.

### 시즌 2 (청춘 합창단)
- 창단 : 2011년 6월 23일

제 1회 KBS 전국민 합창대축제 더 하모니 출전
- 지휘 (음악 감독) : 김태원
- 멘토 : 윤학원 (인천시립합창단 지휘자)
- 보컬 트레이너 : 박완규, 임혜영
- 안무 : 임혜영
- 단장 : 전웅 (방송 당시에는 노강진)

- 소프라노 (10명 → 9명)
  - 강정순(53), 김삼순(56), 안봉화(57), 박영숙(57), 김현실(61), 유혜정(62), 하옥(63), 한금옥(67), 심양순(68)

- 알토 (11명 → 13명)
  - 파트장 : 송경애(61)
  - 김삼순(56, 소프라노에서 이동), 박현란(57), 손해선(59), 김영선(59), 김우연(60), 류재향(63, 소프라노에서 자진 이동), 이주실(68), 홍숙례(70), 박찬열(71), 배용자(75), 양송자(75), 노강진(84)

- 베이스 (11명 → 12명)
  - 파트장 : 김만식(52) → 이원배(55)
  - 윤형빈(32, 테너에서 이동), 김국진(47), 이경규(52), 김만식(52), 최영철(52), 권경천(57), 박석주(60), 전웅(60), 유관희(60), 주영회(60), 권대욱(61)

- 테너 (14명 → 13명)
  - 파트장 : 김성록(54)
  - 전현무(35), 이윤석(40), 양준혁(43), 이충희(53), 이만덕(56), 김철(60), 권영찬(64), 최규용(64), 이영현(68), 이주영(71), 조석영(72), 정병학(75)

- 합창곡 : 사랑이라는 이름을 더하여 (김태원 작사/곡, 우효원 편곡), 아이돌 히트곡 메들리(I don't care! - 소원을 말해봐! - 잔소리 - 하트비트 - Ring Ding Dong - 루시퍼 - 샤이보이 - 하트 브레이커 - 죽어도 못보내)
- '사랑이라는 이름을 더하여'의 솔리스트 : 베이스(권대욱, 유관희, 윤형빈), 테너(김성록), 소프라노(안봉화), 피날레(노강진)

- 대회 결과 : 은상
- 대회 이후
  - 2011년 10월 5일 오후 6시, 에스티 로더 컴퍼니즈 주최 '2011 유방암 의식 향상 핑크리본 캠페인'(청계광장) 축하공연
  - 2011년 10월 10일, '사랑이라는 이름을 더하여'의 디지털 음원 공개
  - 2011년 KBS 연예대상 오프닝 공연
  - 2011년 KBS 감동대상 대상 수상
  - 2012년 1월 6일, 평화와 화합을 기원하는 2012년 신년음악회(예술의전당) 공연
  - 2012년 1월 12일, 여성신년인사회(한국여성정책연구원) 공연
  - 2012년 3월 16일, 청와대(김윤옥) 초청 오찬 간담회 참석
  - 2012년 4월 6일, 보건복지부 <보건의 날 홍보대사> 위촉
  - 2012년 4월 12일, 삼성생명 <눈(Noon) 라이브 콘서트> 공연(윤형빈 사회)
  - 2012년 4월 28일 오후 4시, 춘천가톨릭신협 청춘합창단 창단공연(한림대 일성아트홀)
  - 2012년 5월 10일, '원순씨, 진짜 청춘을 만나다'(원순씨의 서울이야기 시즌2) (청춘합창단의 전웅 단장과 김우연 부단장 참석) (역삼동 강남시니어플라자)
  - 2012년 7월 1일, 제2회 사회적기업의 날 기념식 식전 축하공연(코엑스 B1홀)
  - 2012년 7월 2일 ~ 7월 6일, 인간극장 <길 위의 부부> (꿀포츠 김성록 부부 출연)
  - 2012년 7월 8일, 윤효간 콘서트 '피아노와 이빨' 마지막날 특별 무대 (서울 국립극장)
  - 2012년 7월 17일, 제64회 제헌절 경축식 축하 공연(with. 어린이 합창단) (여의도 국회의사당 중앙홀)
  - 2012년 9월 8일, 서울특별시교육청 주최로 열린 '제9회 2012 서울평생학습축제' 축하공연(서울 여의도공원 문화의 광장)
  - 2012년 9월 18일, '학교폭력예방을 위한 허들링 콘서트-쎄시봉 친구들' 공연(서울 세종문화회관 대강당)
  - 2012년 11월 7일, 2012 전국실버합창단 경연대회 특별 공연(국립극장 해오름극장) 외 다수

### 시즌 3 (패밀리 합창단)
- 창단 : 2012년 8월 21일

제 8회 부산국제합창제 대중음악 부문 출전
- 지휘 : 금난새
- 반주 : 전익덕
- 파트장
  - 베이스 : 바리톤 여현구(남성 파트 선생님)
  - 테너 : 바리톤 강상민(여성 파트 선생님)
  - 소프라노 : 김혜은(성악 전공자)
  - 알토 : 손방나
  - 어린이 : 김태원
- 합창단원
  - 차재완, 최수민, 김정민, 타니 루미코, 임성민, 마이클 엉거, 김혜은, 김인수, 윤종배, 권희정
  - 박은혜, 김효정, 권승연, 이영란, 손방나, 이준, 장수경, 최예샘, 심정은, 안선영, 최은숙, 이혁준, 김근영, 신윤조, 박찬숙, 서효명, 조순옥, 서은정
  - 임성지, 임봉영, 최은총, 최수길, 최은혜, 왕종근, 김미숙, 왕재민, 이광기, 인교진, 인치완
  - 김재욱, 김재희, 전수연, 박은영, 우창빈, 이아현, 배명원, 배명진, 김용
  - 송민성, 송예린, 최환희, 최준희, 정지원, 전호진, 이연지, 윤희석

- 합창곡 : 'The Sound of Music' 메들리(by Robert Russell Bennett(Arr. Jo, Sung-eun))
  - Morning Hymn(아침 찬송), The Sound of Music(메인 테마곡), The Lonely Goatherd(외로운 양치기), My Favorite Things(내가 좋아하는 것들), Sixteen, Going on Seventeen(열여섯, 이제 곧 열일곱), Do, Re, Mi(도레미송), So Long, Farewell(모두 안녕), Edelweiss(에델바이스), Maria(마리아), Climb Ev'ry Mountain(모든 산에 올라)
- 솔리스트 : The Sound of Music (신윤조), My Favorite Things (어린이 파트 4명), Sixteen, Going on Seventeen (임성지, 최은혜), So Long, Farewell(아이비/박은혜)

- 대회 결과 : 은상
- 대회 이후에도 패밀리 합창단원들이 따로 모여 연습을 하고 있다.

## 남자, 그리고 아이디어 (콘테스트)

### 라면왕 콘테스트
- 심사위원
  - 최용민 팔도 유통마케팅 1팀 차장
  - 이병훈 삼양식품연구소 신제품개발팀 과장
  - 이정근 농심 마케팅팀 상무
  - 한창국 라면카페 운영자
  - 에드워드 권 주방장
- 라면왕 콘테스트 예선 (총 7개 조, 각 조 7~8명)
- 본선 진출자 (5조 제외 각조 1명씩 6명 + 2명 패자 부활)
  - 꼬꼬면(이경규), 파차라면, 샐러드라면, 908라면, 다이어트웰빙라면, 라플레 (뻬쉬 넬리멜바)(이윤석), 전통된장라면 (패자 부활), 얼큰개운라면 (패자 부활)
- 라면왕 콘테스트 본선
  - 진행자(MC) : 윤형빈
  - 1조 : 전통된장라면 0 vs 다이어트웰빙라면 5
  - 2조 : 라플레 1 vs 908라면 4
  - 3조 : 샐러드라면 5 vs 얼큰개운라면 0
  - 4조 : 꼬꼬면 4 vs 파차라면 1
- 최종 결승
  - 4인분으로 조리
  - 기존 심사위원 5명(10점씩 50점 만점) + 특별 심사위원 인터넷라면동호회원 10명(50점)
  - 샐러드라면 44점 (84점)
  - 다이어트웰빙라면 39점 (69점)
  - 908라면 40점 (78점)
  - 꼬꼬면 44점 (80점)
  - 샐러드라면 우승 (상금 200만원)
- 멤버들의 라면
  - 이경규 - 꼬꼬면 (물 500ml + 닭육수 가루 12g + 라면 + 청양고추 1개 반(12조각) + 대파 18조각 + 계란 흰자 + 닭가슴살 + 실고추) (준우승)
  - 이윤석 - 라 플레 뻬쉬 넬리 멜바 (본선에서는 '라플레') (유지방 요구르트 + 라면) (베스트 8)
  - 이정진 - 김치라밥스 (김치 + 라면 + 밥 + 스팸(햄)) (1라운드 탈락)
  - 윤형빈 - 두유 까르보나라<두유 Like 라면> (두유 + 라면), 버거운 라면 (라면에 햄버거 패티를 넣음) (1라운드 탈락)
  - 김태원 - 우엉라면 (1라운드 탈락했으나 패자 부활 라면 선정 라면으로 9위 - 본선 진출 실패)
  - 김국진 - 와인라면 (라면에 와인을 넣음) (1라운드 탈락)
- 대회 이후 합류한 전현무는 하모니 라면 (16개의 수프와 16개의 면을 다 넣음)을 제작했다.
- 방송 후, 팔도라면(팔도)에서 이경규의 꼬꼬면에 대한 상품화에 나섰고, 8월 8일 꼬꼬면(봉지라면)이 출시되는 데 이어 10월 25일 꼬꼬면 왕컵(컵라면)도 출시되었다.

### 발명왕 콘테스트
- 1차 서류심사를 거쳐 160명 예선 진출 - 16명만이 최종 본선 진출
- 심사위원
  - 윤성환(서울교육대학교 교수), 한경희(한경희생활과학 대표), 남정훈(변리사)
  - 유태수(한국발명진흥회 팀장), 김순영(변리사), 황성재(발명가)
- 우승 특전 : 상금 300만원, 우승 상패, 발명진흥회 발명의 날 기념식 특별상 및 전시
- 멤버들의 발명품
  - 전현무 : 제 짝 찾는 똑딱이 양말, 양면 양말, 신개념 케이크 나이프(밉상칼, 본선 출품작), 아기용 방음 마스크, 기타 달린 소변기(이어폰 설치) (8강 탈락)
  - 이경규 : 애견가방(일명 개드백), 유턴(U-TURN)등 (예선 탈락)
  - 김국진 : 립스틱형 우산, 뒤를 보는 모자 (예선 탈락)
  - 이윤석 : 효자 손파스, 시계떨이 (예선 탈락)
  - 김태원 : 이지캔 (예선 탈락)
  - 양준혁 : 골프 클럽 호출기, 휴대전화 손목 거치대 (예선 탈락)
  - 윤형빈 : 이어폰 결합 휴대전화 케이스(본선 출품작), 화장품을 품은 케이스 (8강 탈락)
- 발명대회 예선 참가한 연예인들 : 김영민, 틴탑(with 앤디), 브레이브 걸스, 오재무, 씨리얼, 라리사, 따루 살미넨
- 본선 진출한 발명품 : 트랜스포머 변기, 밉상칼(전현무), 클로즈 스태커, H+Bag, 네일 터치 드라이, 오르락 꼬챙이, 슈가스틱 커피믹스, 구조용 투척기, 기능성 전자맥주컵, 따루 막걸리바, 휴대용 리어카, Face CAPTCHA, 이케이케(윤형빈), 서~요 우산, 까딱이
- 본선
  - 진행자(MC) : 이경규, 김국진
  - 방청객 : 이윤석, 양준혁, 김태원
  - 심사위원 : 황성재(발명가), 한경희(한경희생활과학 대표), 남정훈(변리사), 김순영(변리사)
  - 규칙 : 1:1 토너먼트 대결, 발명동아리 학생, 주부, 회사원으로 이루어진 100인의 발명 평가단의 투표로 결정, 더 많은 득표를 한 참가자가 준결승(8강) 진출
  - 1조 : 밉상칼 55 vs 45 네일 터치 드라이
  - 2조 : 막걸리바 38 vs 62 기능성 전자맥주컵
  - 3조 : H+Bag 52 vs 48 클로즈 스태커(Clothes Stacker)
  - 4조 : 서~요 우산 61 vs 39 오르락 꼬챙이
  - 5조 : 까딱이 24 vs 76 트랜스포머 변기
  - 6조 : 슈가스틱 커피믹스 25 vs 75 스마트 컵
  - 7조 : 구조용 투척기 70 vs 30 휴대용 리어카
  - 8조 : Face CAPTCHA 34 vs 66 이케이케
- 본선 8강
  - 규칙 : 1:1 토너먼트 대결, 심사위원 4명의 점수 합산(각 25점)해서 고득점자가 결승 진출
  - 1조 : 트랜스포머 변기 71 vs 65 밉상칼
  - 2조 : 서~요 우산 90 vs 77 H+Bag
  - 3조 : 스마트 컵 80 vs 79 전자 맥주컵
  - 4조 : 이케이케 77 vs 92 구조용 투척기
- 결승
  - 심사기준 : 4인의 심사위원 점수(100점 만점, 각 25점)와 100인의 발명평가단 점수(100점 만점)를 합산하여 최고 득점자가 발명왕 등극(총 200점 만점)
  - 진행 순서 : 심사위원의 코멘트 - 심사위원 점수 공개 - 참가자들의 소감 - 최종 합산 점수 공개
  - 트랜스포머 변기 : 71점 (78점)
  - 서~요 우산 : 92점 (120점)
  - 스마트컵 : 80점 (90점)
  - 구조용 투척기 : 92점 (147점)
  - 구조용 투척기 최종 우승
- 대회 이후, 2012년 5월 18일 서울 모처 호텔에서 열린 제 47회 발명의 날 기념식에서 구조용 투척기로 우승한 박종복씨가 특별상 수상

## 배낭여행
- 서호주 배낭여행 9박 10일 (자아찾기여행 → 생존여행)
- 킴벌리팀 : 이경규, 김국진(총무), 전현무, 윤형빈 (주제 : 모험)
  - 경유지 : 퍼스 →(비행기) 브룸 → 더비 → 사일런트 고저 → 홈밸리 → 엘 퀘스트로 → 커누누라 → 퍼눌룰루 국립공원 (경비행기) 벙글벙글 → 헐스 크릭 → 피츠로이크로싱 케키 고저 → 브룸 → 피츠로이크로싱 → 홀스크릭 → 퍼눌룰루 국립공원 → 벙글벙글 → 브룸 (오프로드)
- 필바라팀 : 김태원(총무), 양준혁, 이윤석 (주제 : 낭만)
  - 경유지 : 퍼스 →(비행기) 제랄톤 → 쉘비치 → 카날본 → 톰프라이스 → 카리지니 국립공원 → 마블바 → 브룸 (온로드)
- DAY 1. 홍콩 경유 퍼스 도착 - 백패커스 (1박)
- DAY 2. Perth. AU. : 경규·현무 아침 준비(햄에그 프라이, 토스트, 밀크) - 킹즈 파크 관광(바오밥나무 구경) 겸 점심 해결 - 서호주관광정보센터에서 정보 얻기 - 필요한 물품 쇼핑 (먹을 것 등) - 최고의 절경 만났을 때를 위해 와인(킴벌리팀), 호주산 샴페인(필바라팀) 구입 - 백패커스 (2박)
- DAY 3.
  - 킴벌리팀 (2,000 km) 거리 : 브룸 ~ 더비 212 km : 브룸 → WILLARE BRIDGE 로드 하우스 → 더비 킴벌리 엔트러스 캠핑장 (3박), 가방 분실 사고 발생 : WILLARE BRIDGE(윌레어 브리지) 로드 하우스로 되돌아와 가방 찾음
  - 필바라팀 (3,000 km) 거리 : 제랄톤 ~ 쉘비치 500 km : 제랄톤 → 빌라봉 로드하우스 → 쉘비치, 헤멀린풀(스트로마톨라이트 구경) → 카블라 홈스테드 (3박)
    - 출발 전 각자 목표 : 윤석 : 경규옹에게서 독립, 태원 : 별을 보며 작사작곡, 준혁 : 내 발이 닿는 곳이 내 땅이다(정복)
- DAY 4. Derby. AU. : 본격적인 오프로드 여행
  - 킴벌리팀 - 본격적인 킴벌리 지역 입성 : 더비 (근처 카센터에서 돗자리, 로프 구입) → (Gibb River Road) → 이민치 애보리진 휴게소 → 마운트 바넷 로드하우스 → 홈밸리
    - 홈밸리로 가는 길이 불어난 강물 때문에 막혀서 우회 결정, 어두워져서 마운트 바넷 로드하우스로 돌아왔으나 문을 닫아 근처 민가에 작은 방 얻어서 숙박 (4박)

  - 필바라팀 : 카날본 → (흰개미집 탐사) → 나누타라 로드하우스 (여행노래 만들기(4소절 작사)) (4박)
- DAY 5.
  - 킴벌리팀 : 마운트 바넷 근처 갈밴스 협곡 구경 → 윈드자나 협곡 구경 (어린 악어만 보고 큰 악어 보는 데는 실패) → 텐트 숙박 (5박)
  - 필바라팀 - 본격적인 필바라 지역 입성 : 나누타라 로드하우스 → 톰프라이스 방문자센터(다음날 오전 광산투어 예약 - 방송 상에서는 편집되어 미방영) → 톰프라이스 캠핑장 (밤하늘에 떠있는 별 구경) (5박)
- DAY 6.
  - 킴벌리팀 : Windjana Gorge (윈자나 고저)와 피츠로이크로싱을 잇는 샛길 이동 → 피츠로이크로싱으로 가던 중 휴식 시간에 밤하늘에 떠있는 별과 은하수 구경 → 피츠로이크로싱 캠핑장(내셔널 파크) (6박)
  - 필바라팀 : 톰프라이스 마이닝(철광산)투어(방송 상에서는 편집되어 미방영) → 카리지니 국립공원 도착 → OXER LOOK-OUT TRACK(옥서 전망대)에서 협곡 감상 → 사바나 캠핑장 (배낭여행 노래 70% 작사 완료) (6박)
- DAY 7.
  - 킴벌리팀 : 피츠로이크로싱 (어느 한 여행객(한국출신 스위스 입양인)에게 볼펜과 열쇠고리 선물) → 내셔널 1번 도로 이용 → 홀스크릭 → 푸눌룰루 국립공원 입구 (4WD Only 전용 차량만 출입 허용) → 왈라디 캠핑장 (7박)
  - 필바라팀 : 카리지니 국립공원 2일째 - 협곡 트레킹 도전 (Hancock 협곡을 따라 내려가 4개의 협곡이 만나는 Junction pool까지 가는 코스(spider walk - kermils pool - regans pool - junction pool) → 텐트 안에서 배낭여행 노래 가사 완성 (7박)
- DAY 8. DAY 9. DAY 10.
  - 킴벌리팀 : 경비행기 투어 (벨번 비행장) → 벙글벙글 도착 → Cathedral Gorge(성당 협곡) 트레킹 (와인 개봉) → 브룸으로 가기 위해 왔던 길 되돌아감 (벙글벙글 → 홀스크릭 → 피츠로이크로싱 → 더비 → 윌레어 브리지 로드하우스 → 브룸)
    - 이틀에 걸쳐 브룸에 도착, 브룸에서 진저비어 섭취 → 케이블 비치 관광 → 낙타 타고 일몰 감상(낙타 투어 - Sunset with camel) (경규·국진, 현무·형빈), 하루 늦게 도착할 필바라팀에게 메시지 한 통 남김

  - 필바라팀 : 카리지니 → 마블바 → 브룸
    - 브룸으로 가는 도중 낙타 여행객과 만남, 왈라비 발견 → 킴벌리팀이 브룸에 도착한 다음날 필바라팀도 도착 → 킴벌리팀이 남긴 메시지 읽음 → 베번옹과 전화해서 숙소 앞에서 내일 만나기로 하고, 다음날 약속장소에서 만남
- 여행 종료 후, 김태원 작사·작곡 "배낭여행" 최종 완성되고, 멤버들 모두 모여서 녹음

## 음원
남자, 그리고 아마추어(직장인 밴드)
| #  | 제목                                                                              | 기획사            | 재생 시간 |
| -- | --------------------------------------------------------------------------------- | ----------------- | --------- |
| 1. | 〈사랑해서 사랑해서〉 (이경규, 김국진, 이윤석, 김성민, 이정진, 윤형빈)            | 라인 엔터테인먼트 | 4:01      |
| 2. | 〈사랑해서 사랑해서(Live Ver.)〉 (이경규, 김국진, 이윤석, 김성민, 이정진, 윤형빈) | 라인 엔터테인먼트 | 4:04      |

- 2010년 9월 7일에 부활 버전의 '사랑해서 사랑해서'가 공개되었다.

아저씨, 배낭여행을 가다
| #  | 제목                                                  | 기획사            | 재생 시간 |
| -- | ----------------------------------------------------- | ----------------- | --------- |
| 1. | 〈배낭여행〉 (김국진, 양준혁, 이윤석, 전현무, 윤형빈) | 부활 엔터테인먼트 | 4:21      |

청춘 합창단
| #  | 제목                                       | 기획사            | 재생 시간 |
| -- | ------------------------------------------ | ----------------- | --------- |
| 1. | 〈사랑이라는 이름을 더하여〉 (청춘 합창단) | 부활 엔터테인먼트 | 4:47      |

- 2011년 10월 24일에 부활 정동하, 손진영, 백청강, 이태권 버전의 '사랑이라는 이름을 더하여'가 공개되었다.

## 수상 경력

### 2009년
- 제8회 KBS 연예대상

- 시청자가 뽑은 최고의 프로그램상
- 최고 엔터테이너상 : 김성민, 김태원
- 코미디부문 남자우수상 : 윤형빈

### 2010년
- 7월 11일, 제1회 2010 컴퍼니 밴드 페스티벌

- 동상 (4위)

- 9월 3일, 제7회 거제전국합창경연대회

- 장려상

- 10월 19일, 제 47차 아시아 태평양 방송연맹(ABU)총회 ABU상

- 엔터테인먼트 부문상 (남자, 그리고 하늘을 날다)

- 10월 23일, 제 17회 대한민국 연예예술상

- 최우수예능프로그램상

- 11월 23일, 방송통신심의위원회

- 이달의 좋은 프로그램(9월) (남자, 그리고 하모니)

- 12월 20일, 2010 대한민국 콘텐츠 어워드

- 문화체육관광부 장관 표창 - 예능 부문 (남자, 그리고 하모니)

- 12월 21일, 2010 방송인상

- 특별상 (남자, 그리고 하모니)

- 제9회 KBS 연예대상

- 대상 : 이경규
- 시청자가 뽑은 최고의 프로그램상
- 특별상 : 박칼린

### 2011년
- 2월 28일, 제 23회 한국PD대상

- TV예능부문 작품상

- 9월 24일, 제 1회 KBS 전국민합창대축제 더 하모니

- 은상

- 10월 20일, 한국광고주협회(KAA) KAA 어워즈

- 광고주가 뽑은 좋은 프로그램상(연예오락 부문)

- 11월 13일, 코리아 탭 페스티벌(KOREA TAP FESTIVAL)

- 인기상

- 12월 23일, 방송통신심의위원회

- 이달의 좋은 프로그램상(10월) (청춘합창단)

- 제10회 KBS 연예대상

- 특별상 : 김태원
- 최고 엔터테이너상 : 전현무
- 쇼·오락 MC부문 남자 신인상 : 양준혁

- 제2회 KBS 감동대상

- 대상 (청춘합창단) (상금 2천만원)

### 2012년
- 4월 12일, 삼성 노트북 시리즈9 VIP 고객 초청 프리미엄 쇼케이스
  - The Series 9 Men (시리즈9 맨) - 최고의 남자
- 11월 17일, 제8회 부산국제합창제
  - 은상 (대중음악부문)
- 제11회 KBS 연예대상
  - 베스트 팀워크상
  - 쇼·오락 MC부문 남자 신인상 : 주상욱

## 연도별 시청률

### 2009년 시청률
| 회차 | 방송 일자        | 전국 시청률(증감치) |
| ---- | ---------------- | ------------------- |
| 1    | 2009년 3월 29일  | 7.3%                |
| 2    | 2009년 4월 5일   | 5.6%(-1.7)          |
| 3    | 2009년 4월 12일  | 6.9%(+1.3)          |
| 4    | 2009년 4월 19일  | 9.3%(+2.4)          |
| 5    | 2009년 4월 26일  | 9.1%(-0.2)          |
| 6    | 2009년 5월 3일   | 7.6%(-1.5)          |
| 7    | 2009년 5월 10일  | 8.0%(+0.4)          |
| 8    | 2009년 5월 17일  | 6.9%(-1.1)          |
| 9    | 2009년 5월 31일  | 6.4%(-0.5)          |
| 10   | 2009년 6월 7일   | 8.1%(+1.7)          |
| 11   | 2009년 6월 14일  | 7.7%(-0.4)          |
| 12   | 2009년 6월 21일  | 8.2%(+0.5)          |
| 13   | 2009년 6월 28일  | 10.2%(+2.0)         |
| 14   | 2009년 7월 5일   | 8.3%(-1.9)          |
| 15   | 2009년 7월 12일  | 9.3%(+1.0)          |
| 16   | 2009년 7월 19일  | 8.7%(-0.6)          |
| 17   | 2009년 7월 26일  | 9.2%(+0.5)          |
| 18   | 2009년 8월 2일   | 6.8%(-2.4)          |
| 19   | 2009년 8월 9일   | 9.4%(+2.6)          |
| 20   | 2009년 8월 16일  | 8.0%(-1.4)          |
| 21   | 2009년 8월 30일  | 9.0%(+1.0)          |
| 22   | 2009년 9월 6일   | 10.7%(+1.7)         |
| 23   | 2009년 9월 13일  | 9.5%(-1.2)          |
| 24   | 2009년 9월 20일  | 10.2%(+0.7)         |
| 25   | 2009년 9월 27일  | 13.4%(+3.2)         |
| 26   | 2009년 10월 4일  | 12.0%(-1.4)         |
| 27   | 2009년 10월 11일 | 10.2%(-1.8)         |
| 28   | 2009년 10월 18일 | 11.0%(+0.8)         |
| 29   | 2009년 10월 25일 | 13.1%(+2.1)         |
| 30   | 2009년 11월 1일  | 16.7%(+3.6)         |
| 31   | 2009년 11월 8일  | 16.0%(-0.7)         |
| 32   | 2009년 11월 15일 | 14.8%(-1.2)         |
| 33   | 2009년 11월 22일 | 15.9%(+1.1)         |
| 34   | 2009년 11월 29일 | 11.8%(-4.1)         |
| 35   | 2009년 12월 6일  | 12.0%(+0.2)         |
| 36   | 2009년 12월 13일 | 14.1%(+2.1)         |
| 37   | 2009년 12월 20일 | 15.6%(+1.5)         |
| 38   | 2009년 12월 27일 | 16.2%(+0.6)         |

| 회차 | 방송 일자        | 전국 시청률(증감치) |
| ---- | ---------------- | ------------------- |
| 1    | 2009년 3월 29일  | 8.5%                |
| 2    | 2009년 4월 5일   | 5.1%(-3.4)          |
| 3    | 2009년 4월 12일  | 5.6%(+0.5)          |
| 4    | 2009년 4월 19일  | 9.5%(+3.9)          |
| 5    | 2009년 4월 26일  | 9.0%(-0.5)          |
| 6    | 2009년 5월 3일   | 6.5%(-2.5)          |
| 7    | 2009년 5월 10일  | 6.1%(-0.4)          |
| 8    | 2009년 5월 17일  | 5.4%(-0.7)          |
| 9    | 2009년 5월 31일  | 4.1%(-1.3)          |
| 10   | 2009년 6월 7일   | 5.6%(+1.5)          |
| 11   | 2009년 6월 14일  | 4.9%(-0.7)          |
| 12   | 2009년 6월 21일  | 6.0%(+1.1)          |
| 13   | 2009년 6월 28일  | 6.9%(+0.9)          |
| 14   | 2009년 7월 5일   | 6.4%(-0.5)          |
| 15   | 2009년 7월 12일  | 11.0%(+4.6)         |
| 16   | 2009년 7월 19일  | 9.1%(-1.9)          |
| 17   | 2009년 7월 26일  | 9.1%(0)             |
| 18   | 2009년 8월 2일   | 5.9%(-3.2)          |
| 19   | 2009년 8월 9일   | 8.6%(+2.7)          |
| 20   | 2009년 8월 16일  | 7.0%(-1.6)          |
| 21   | 2009년 8월 30일  | 9.0%(+2.0)          |
| 22   | 2009년 9월 6일   | 10.5%(+1.5)         |
| 23   | 2009년 9월 13일  | 10.8%(+0.3)         |
| 24   | 2009년 9월 20일  | 11.7%(+0.9)         |
| 25   | 2009년 9월 27일  | 12.8%(+1.1)         |
| 26   | 2009년 10월 4일  | 11.7%(-1.1)         |
| 27   | 2009년 10월 11일 | 12.8%(+1.1)         |
| 28   | 2009년 10월 18일 | 12.3%(-0.5)         |
| 29   | 2009년 10월 25일 | 12.6%(+0.3)         |
| 30   | 2009년 11월 1일  | 14.0%(+1.4)         |
| 31   | 2009년 11월 8일  | 15.8%(+1.8)         |
| 32   | 2009년 11월 15일 | 14.1%(-1.7)         |
| 33   | 2009년 11월 22일 | 15.6%(+1.5)         |
| 34   | 2009년 11월 29일 | 14.0%(-1.6)         |
| 35   | 2009년 12월 6일  | 13.3%(-0.7)         |
| 36   | 2009년 12월 13일 | 12.4%(-0.9)         |
| 37   | 2009년 12월 20일 | 13.4%(+1.0)         |
| 38   | 2009년 12월 27일 | 17.3%(+3.9)         |

- TNmS와 AGB닐슨 미디어 리서치에서 공개한 표를 바탕으로 작성한 시청률이다. 빨간색 글씨는 최고 시청률, 파란색 글씨는 최저 시청률을 나타낸다.

### 2010년 시청률
| 회차 | 방송 일자        | 전국 시청률(증감치) |
| ---- | ---------------- | ------------------- |
| 39   | 2010년 1월 3일   | 17.5%(+1.3)         |
| 40   | 2010년 1월 10일  | 17.9%(+0.4)         |
| 41   | 2010년 1월 17일  | 14.2%(-3.7)         |
| 42   | 2010년 1월 24일  | 16.4%(+2.2)         |
| 43   | 2010년 1월 31일  | 13.7%(-2.7)         |
| 44   | 2010년 2월 7일   | 14.2%(+0.7)         |
| 45   | 2010년 2월 14일  | 8.9%(-5.3)          |
| 46   | 2010년 2월 21일  | 16.0%(+7.1)         |
| 47   | 2010년 2월 28일  | 15.1%(-0.9)         |
| 48   | 2010년 3월 7일   | 21.9%(+6.8)         |
| 49   | 2010년 3월 14일  | 17.0%(-4.9)         |
| 50   | 2010년 3월 21일  | 17.2%(+0.2)         |
| 51   | 2010년 3월 28일  | 16.8%(-0.4)         |
| 52   | 2010년 4월 11일  | 19.0%(+2.2)         |
| 53   | 2010년 5월 2일   | 14.1%(-4.9)         |
| 54   | 2010년 5월 9일   | 17.6%(+3.5)         |
| 55   | 2010년 5월 16일  | 10.9%(-6.7)         |
| 56   | 2010년 5월 23일  | 15.5%(+4.6)         |
| 57   | 2010년 5월 30일  | 12.4%(-3.1)         |
| 58   | 2010년 6월 6일   | 16.9%(+4.5)         |
| 59   | 2010년 6월 13일  | 16.1%(-0.8)         |
| 60   | 2010년 6월 20일  | 12.0%(-4.1)         |
| 61   | 2010년 6월 27일  | 9.3%(-2.7)          |
| 62   | 2010년 7월 4일   | 8.2%(-1.1)          |
| 63   | 2010년 7월 11일  | 12.4%(+4.2)         |
| 64   | 2010년 7월 18일  | 13.6%(+1.2)         |
| 65   | 2010년 7월 25일  | 14.6%(+1.0)         |
| 66   | 2010년 8월 1일   | 12.4%(-2.2)         |
| 67   | 2010년 8월 8일   | 12.9%(+0.5)         |
| 68   | 2010년 8월 15일  | 16.5%(+3.6)         |
| 69   | 2010년 8월 22일  | 14.8%(-1.7)         |
| 70   | 2010년 8월 29일  | 15.9%(+1.1)         |
| 71   | 2010년 9월 5일   | 18.1%(+2.2)         |
| 72   | 2010년 9월 12일  | 15.9%(-2.2)         |
| 73   | 2010년 9월 19일  | 18.3%(+2.4)         |
| 74   | 2010년 9월 26일  | 23.8%(+5.5)         |
| 75   | 2010년 10월 3일  | 14.3%(-9.5)         |
| 76   | 2010년 10월 10일 | 12.3%(-2.0)         |
| 77   | 2010년 10월 17일 | 12.7%(+0.4)         |
| 78   | 2010년 10월 24일 | 21.4%(+8.7)         |
| 79   | 2010년 10월 31일 | 13.1%(-8.3)         |
| 80   | 2010년 11월 7일  | 12.4%(-0.7)         |
| 81   | 2010년 11월 14일 | 17.3%(+4.9)         |
| 82   | 2010년 11월 21일 | 12.0%(-5.3)         |
| 83   | 2010년 11월 28일 | 13.9%(+1.9)         |
| 84   | 2010년 12월 5일  | 14.3%(+0.4)         |
| 85   | 2010년 12월 12일 | 12.9%(-1.4)         |
| 86   | 2010년 12월 19일 | 14.1%(+1.2)         |
| 87   | 2010년 12월 26일 | 15.9%(+1.8)         |

| 회차 | 방송 일자        | 전국 시청률(증감치) |
| ---- | ---------------- | ------------------- |
| 39   | 2010년 1월 3일   | 19.1%(+1.8)         |
| 40   | 2010년 1월 10일  | 16.0%(-3.1)         |
| 41   | 2010년 1월 17일  | 13.5%(-2.5)         |
| 42   | 2010년 1월 24일  | 16.2%(+2.7)         |
| 43   | 2010년 1월 31일  | 14.6%(-1.6)         |
| 44   | 2010년 2월 7일   | 13.2%(-1.4)         |
| 45   | 2010년 2월 14일  | 8.0%(-5.2)          |
| 46   | 2010년 2월 21일  | 13.8%(+5.8)         |
| 47   | 2010년 2월 28일  | 13.7%(-0.1)         |
| 48   | 2010년 3월 7일   | 20.7%(+7.0)         |
| 49   | 2010년 3월 14일  | 18.6%(-2.1)         |
| 50   | 2010년 3월 21일  | 15.7%(-2.9)         |
| 51   | 2010년 3월 28일  | 14.5%(-1.2)         |
| 52   | 2010년 4월 11일  | 17.2%(+2.7)         |
| 53   | 2010년 5월 2일   | 12.7%(-4.5)         |
| 54   | 2010년 5월 9일   | 16.0%(+3.3)         |
| 55   | 2010년 5월 16일  | 10.3%(-5.7)         |
| 56   | 2010년 5월 23일  | 13.9%(+3.6)         |
| 57   | 2010년 5월 30일  | 11.5%(-2.4)         |
| 58   | 2010년 6월 6일   | 14.8%(+3.3)         |
| 59   | 2010년 6월 13일  | 13.2%(-1.6)         |
| 60   | 2010년 6월 20일  | 10.3%(-2.9)         |
| 61   | 2010년 6월 27일  | 7.4%(-2.9)          |
| 62   | 2010년 7월 4일   | 6.3%(-1.1)          |
| 63   | 2010년 7월 11일  | 11.2%(+4.9)         |
| 64   | 2010년 7월 18일  | 11.4%(+0.2)         |
| 65   | 2010년 7월 25일  | 12.2%(+0.8)         |
| 66   | 2010년 8월 1일   | 10.0%(-2.2)         |
| 67   | 2010년 8월 8일   | 10.2%(+0.2)         |
| 68   | 2010년 8월 15일  | 15.1%(+4.9)         |
| 69   | 2010년 8월 22일  | 13.1%(-2.0)         |
| 70   | 2010년 8월 29일  | 14.6%(+1.5)         |
| 71   | 2010년 9월 5일   | 15.0%(+0.4)         |
| 72   | 2010년 9월 12일  | 14.0%(-1.0)         |
| 73   | 2010년 9월 19일  | 16.0%(+2.0)         |
| 74   | 2010년 9월 26일  | 21.7%(+5.7)         |
| 75   | 2010년 10월 3일  | 13.6%(-8.1)         |
| 76   | 2010년 10월 10일 | 11.9%(-1.7)         |
| 77   | 2010년 10월 17일 | 12.9%(+1.0)         |
| 78   | 2010년 10월 24일 | 22.6%(+9.7)         |
| 79   | 2010년 10월 31일 | 12.8%(-9.8)         |
| 80   | 2010년 11월 7일  | 12.8%(0)            |
| 81   | 2010년 11월 14일 | 15.5%(+2.7)         |
| 82   | 2010년 11월 21일 | 11.2%(-4.3)         |
| 83   | 2010년 11월 28일 | 13.4%(+2.2)         |
| 84   | 2010년 12월 5일  | 14.0%(+0.6)         |
| 85   | 2010년 12월 12일 | 11.6%(-2.4)         |
| 86   | 2010년 12월 19일 | 12.6%(+1.0)         |
| 87   | 2010년 12월 26일 | 16.6%(+4.0)         |

- TNmS와 AGB닐슨 미디어 리서치에서 공개한 표를 바탕으로 작성한 시청률이다. 빨간색 글씨는 최고 시청률, 파란색 글씨는 최저 시청률을 나타낸다.

### 2011년 시청률
| 회차 | 방송 일자        | 전국 시청률(증감치) |
| ---- | ---------------- | ------------------- |
| 88   | 2011년 1월 2일   | 10.1%(-5.8)         |
| 89   | 2011년 1월 9일   | 12.2%(+2.1)         |
| 90   | 2011년 1월 16일  | 13.1%(+0.9)         |
| 91   | 2011년 1월 23일  | 12.0%(-1.1)         |
| 92   | 2011년 1월 30일  | 14.5%(+2.5)         |
| 93   | 2011년 2월 6일   | 12.9%(-1.6)         |
| 94   | 2011년 2월 13일  | 15.3%(+2.4)         |
| 95   | 2011년 2월 20일  | 12.9%(-2.4)         |
| 96   | 2011년 2월 27일  | 12.6%(-0.3)         |
| 97   | 2011년 3월 6일   | 11.0%(-1.6)         |
| 98   | 2011년 3월 13일  | 9.7%(-1.3)          |
| 99   | 2011년 3월 20일  | 10.3%(+0.6)         |
| 100  | 2011년 3월 27일  | 10.0%(-0.3)         |
| 101  | 2011년 4월 3일   | 11.6%(+1.6)         |
| 102  | 2011년 4월 10일  | 10.5%(-1.1)         |
| 103  | 2011년 4월 17일  | 10.7%(+0.2)         |
| 104  | 2011년 4월 24일  | 12.7%(+2.0)         |
| 105  | 2011년 5월 1일   | 9.4%(-3.3)          |
| 106  | 2011년 5월 8일   | 8.6%(-0.8)          |
| 107  | 2011년 5월 15일  | 10.5%(+1.9)         |
| 108  | 2011년 5월 22일  | 10.6%(+0.1)         |
| 109  | 2011년 5월 29일  | 10.7%(+0.1)         |
| 110  | 2011년 6월 5일   | 10.0%(-0.7)         |
| 111  | 2011년 6월 12일  | 10.1%(+0.1)         |
| 112  | 2011년 6월 19일  | 11.5%(+1.4)         |
| 113  | 2011년 6월 26일  | 13.2%(+1.7)         |
| 114  | 2011년 7월 3일   | 11.6%(-1.6)         |
| 115  | 2011년 7월 10일  | 13.5%(+1.9)         |
| 116  | 2011년 7월 17일  | 15.6%(+2.1)         |
| 117  | 2011년 7월 24일  | 14.7%(-0.9)         |
| 118  | 2011년 7월 31일  | 14.9%(+0.2)         |
| 119  | 2011년 8월 7일   | 14.5%(-0.4)         |
| 120  | 2011년 8월 14일  | 11.9%(-2.6)         |
| 121  | 2011년 8월 21일  | 9.0%(-2.9)          |
| 122  | 2011년 8월 28일  | 13.5%(+4.5)         |
| 123  | 2011년 9월 4일   | 12.6%(-0.9)         |
| 124  | 2011년 9월 11일  | 11.2%(-1.4)         |
| 125  | 2011년 9월 18일  | 13.9%(+2.7)         |
| 126  | 2011년 9월 25일  | 11.9%(-2.0)         |
| 127  | 2011년 10월 2일  | 10.6%(-1.3)         |
| 128  | 2011년 10월 9일  | 13.3%(+2.7)         |
| 129  | 2011년 10월 16일 | 13.8%(+0.5)         |
| 130  | 2011년 10월 23일 | 9.1%(-4.7)          |
| 131  | 2011년 10월 30일 | 8.3%(-0.8)          |
| 132  | 2011년 11월 6일  | 11.5%(+3.2)         |
| 133  | 2011년 11월 13일 | 11.4%(-0.1)         |
| 134  | 2011년 11월 20일 | 11.6%(+0.2)         |
| 135  | 2011년 11월 27일 | 10.6%(-1.0)         |
| 136  | 2011년 12월 4일  | 12.4%(+1.8)         |
| 137  | 2011년 12월 11일 | 12.7%(+0.3)         |
| 138  | 2011년 12월 18일 | 13.9%(+1.2)         |
| 139  | 2011년 12월 25일 | 14.0%(+0.1)         |

| 회차 | 방송 일자        | 전국 시청률(증감치) |
| ---- | ---------------- | ------------------- |
| 88   | 2011년 1월 2일   | 14.0%(-2.6)         |
| 89   | 2011년 1월 9일   | 15.0%(+1.0)         |
| 90   | 2011년 1월 16일  | 14.7%(-0.3)         |
| 91   | 2011년 1월 23일  | 15.5%(+0.8)         |
| 92   | 2011년 1월 30일  | 16.6%(+1.1)         |
| 93   | 2011년 2월 6일   | 15.8%(-0.8)         |
| 94   | 2011년 2월 13일  | 17.1%(+1.3)         |
| 95   | 2011년 2월 20일  | 14.5%(-2.6)         |
| 96   | 2011년 2월 27일  | 13.3%(-1.2)         |
| 97   | 2011년 3월 6일   | 11.6%(-1.7)         |
| 98   | 2011년 3월 13일  | 11.7%(+0.1)         |
| 99   | 2011년 3월 20일  | 12.0%(+0.3)         |
| 100  | 2011년 3월 27일  | 12.5%(+0.5)         |
| 101  | 2011년 4월 3일   | 12.3%(-0.2)         |
| 102  | 2011년 4월 10일  | 12.8%(+0.5)         |
| 103  | 2011년 4월 17일  | 12.5%(-0.3)         |
| 104  | 2011년 4월 24일  | 13.5%(+1.0)         |
| 105  | 2011년 5월 1일   | 10.4%(-3.1)         |
| 106  | 2011년 5월 8일   | 9.0%(-1.4)          |
| 107  | 2011년 5월 15일  | 11.5%(+2.5)         |
| 108  | 2011년 5월 22일  | 11.6%(+0.1)         |
| 109  | 2011년 5월 29일  | 10.8%(-0.8)         |
| 110  | 2011년 6월 5일   | 8.9%(-1.9)          |
| 111  | 2011년 6월 12일  | 11.7%(+2.8)         |
| 112  | 2011년 6월 19일  | 11.4%(-0.3)         |
| 113  | 2011년 6월 26일  | 14.3%(+2.9)         |
| 114  | 2011년 7월 3일   | 13.3%(-1.0)         |
| 115  | 2011년 7월 10일  | 14.0%(+0.7)         |
| 116  | 2011년 7월 17일  | 16.6%(+2.6)         |
| 117  | 2011년 7월 24일  | 17.2%(+0.6)         |
| 118  | 2011년 7월 31일  | 15.0%(-2.2)         |
| 119  | 2011년 8월 7일   | 14.7%(-0.3)         |
| 120  | 2011년 8월 14일  | 12.2%(-2.5)         |
| 121  | 2011년 8월 21일  | 12.0%(-0.2)         |
| 122  | 2011년 8월 28일  | 14.0%(+2.0)         |
| 123  | 2011년 9월 4일   | 13.8%(-0.2)         |
| 124  | 2011년 9월 11일  | 12.2%(-1.6)         |
| 125  | 2011년 9월 18일  | 12.5%(+0.3)         |
| 126  | 2011년 9월 25일  | 13.2%(+0.7)         |
| 127  | 2011년 10월 2일  | 10.7%(-2.5)         |
| 128  | 2011년 10월 9일  | 15.0%(+4.3)         |
| 129  | 2011년 10월 16일 | 13.8%(-1.2)         |
| 130  | 2011년 10월 23일 | 8.8%(-5.0)          |
| 131  | 2011년 10월 30일 | 8.8%(0)             |
| 132  | 2011년 11월 6일  | 12.0%(+3.2)         |
| 133  | 2011년 11월 13일 | 12.2%(+0.2)         |
| 134  | 2011년 11월 20일 | 12.6%(+0.4)         |
| 135  | 2011년 11월 27일 | 11.4%(-1.2)         |
| 136  | 2011년 12월 4일  | 13.2%(+1.8)         |
| 137  | 2011년 12월 11일 | 14.2%(+1.0)         |
| 138  | 2011년 12월 18일 | 14.6%(+0.4)         |
| 139  | 2011년 12월 25일 | 15.0%(+0.4)         |

- TNmS와 AGB닐슨 미디어 리서치에서 공개한 표를 바탕으로 작성한 시청률이다. 빨간색 글씨는 최고 시청률, 파란색 글씨는 최저 시청률을 나타낸다.

### 2012년 시청률
| 회차 | 방송 일자        | 전국 시청률(증감치) |
| ---- | ---------------- | ------------------- |
| 140  | 2012년 1월 1일   | 12.0%(-2.0)         |
| 141  | 2012년 1월 8일   | 12.2%(+0.2)         |
| 142  | 2012년 1월 15일  | 12.7%(+0.5)         |
| 143  | 2012년 1월 22일  | 6.5%(-6.2)          |
| 144  | 2012년 1월 29일  | 11.3%(+4.8)         |
| 145  | 2012년 2월 5일   | 10.8%(-0.5)         |
| 146  | 2012년 2월 12일  | 12.6%(+1.8)         |
| 147  | 2012년 2월 19일  | 12.7%(+0.1)         |
| 148  | 2012년 2월 26일  | 12.9%(+0.2)         |
| 149  | 2012년 3월 4일   | 12.3%(-0.6)         |
| 150  | 2012년 3월 11일  | 11.0%(-1.3)         |
| 151  | 2012년 3월 18일  | 11.4%(+0.4)         |
| 152  | 2012년 3월 25일  | 11.8%(+0.4)         |
| 153  | 2012년 4월 1일   | 9.0%(-2.8)          |
| 154  | 2012년 4월 8일   | 10.0%(+1.0)         |
| 155  | 2012년 4월 15일  | 9.8%(-0.2)          |
| 156  | 2012년 4월 22일  | 9.6%(-0.2)          |
| 157  | 2012년 4월 29일  | 8.5%(-1.1)          |
| 158  | 2012년 5월 6일   | 6.9%(-1.6)          |
| 159  | 2012년 5월 13일  | 6.5%(-0.4)          |
| 160  | 2012년 5월 20일  | 6.0%(-0.5)          |
| 161  | 2012년 5월 27일  | 6.4%(+0.4)          |
| 162  | 2012년 6월 3일   | 6.3%(-0.1)          |
| 163  | 2012년 6월 10일  | 8.1%(+1.8)          |
| 164  | 2012년 6월 17일  | 7.2%(-0.9)          |
| 165  | 2012년 6월 24일  | 8.8%(+1.6)          |
| 166  | 2012년 7월 1일   | 8.2%(-0.6)          |
| 167  | 2012년 7월 8일   | 6.2%(-2.0)          |
| 168  | 2012년 7월 15일  | 10.7%(+4.5)         |
| 169  | 2012년 7월 22일  | 10.9%(+0.2)         |
| 170  | 2012년 7월 29일  | 12.1%(+1.2)         |
| 171  | 2012년 8월 5일   | 10.5%(-1.6)         |
| 172  | 2012년 8월 12일  | 14.8%(+4.3)         |
| 173  | 2012년 8월 19일  | 12.1%(-2.7)         |
| 174  | 2012년 8월 26일  | 10.5%(-1.6)         |
| 175  | 2012년 9월 2일   | 10.4%(-0.1)         |
| 176  | 2012년 9월 9일   | 13.4%(+3.0)         |
| 177  | 2012년 9월 16일  | 13.8%(+0.4)         |
| 178  | 2012년 9월 23일  | 9.9%(-3.9)          |
| 179  | 2012년 9월 30일  | 7.0%(-2.9)          |
| 180  | 2012년 10월 7일  | 9.2%(+2.2)          |
| 181  | 2012년 10월 14일 | 10.6%(+1.4)         |
| 182  | 2012년 10월 21일 | 9.6%(-1.0)          |
| 183  | 2012년 10월 28일 | 11.5%(+1.9)         |
| 184  | 2012년 11월 4일  | 10.8%(-0.7)         |
| 185  | 2012년 11월 11일 | 9.9%(-0.9)          |
| 186  | 2012년 11월 18일 | 9.9%(0)             |
| 187  | 2012년 11월 25일 | 13.3%(+3.4)         |
| 188  | 2012년 12월 2일  | 12.1%(-1.2)         |
| 189  | 2012년 12월 16일 | 12.0%(-0.1)         |
| 190  | 2012년 12월 23일 | 11.8%(-0.2)         |
| 191  | 2012년 12월 30일 | 12.3%(+0.5)         |

| 회차 | 방송 일자        | 전국 시청률(증감치) |
| ---- | ---------------- | ------------------- |
| 140  | 2012년 1월 1일   | 13.9%(-1.1)         |
| 141  | 2012년 1월 8일   | 13.2%(-0.7)         |
| 142  | 2012년 1월 15일  | 13.8%(+0.6)         |
| 143  | 2012년 1월 22일  | 9.8%(-4.0)          |
| 144  | 2012년 1월 29일  | 13.8%(+4.0)         |
| 145  | 2012년 2월 5일   | 10.9%(-2.9)         |
| 146  | 2012년 2월 12일  | 12.0%(+1.1)         |
| 147  | 2012년 2월 19일  | 11.9%(-0.1)         |
| 148  | 2012년 2월 26일  | 14.2%(+2.3)         |
| 149  | 2012년 3월 4일   | 13.3%(-0.9)         |
| 150  | 2012년 3월 11일  | 12.8%(-0.5)         |
| 151  | 2012년 3월 18일  | 12.3%(-0.5)         |
| 152  | 2012년 3월 25일  | 12.1%(-0.2)         |
| 153  | 2012년 4월 1일   | 8.0%(-4.1)          |
| 154  | 2012년 4월 8일   | 9.9%(+1.9)          |
| 155  | 2012년 4월 15일  | 8.8%(-1.1)          |
| 156  | 2012년 4월 22일  | 10.4%(+1.6)         |
| 157  | 2012년 4월 29일  | 9.7%(-0.7)          |
| 158  | 2012년 5월 6일   | 8.2%(-1.5)          |
| 159  | 2012년 5월 13일  | 8.5%(+0.3)          |
| 160  | 2012년 5월 20일  | 6.7%(-1.8)          |
| 161  | 2012년 5월 27일  | 6.6%(-0.1)          |
| 162  | 2012년 6월 3일   | 6.9%(+0.3)          |
| 163  | 2012년 6월 10일  | 8.6%(+1.7)          |
| 164  | 2012년 6월 17일  | 6.9%(-1.7)          |
| 165  | 2012년 6월 24일  | 9.1%(+2.2)          |
| 166  | 2012년 7월 1일   | 7.1%(-2.0)          |
| 167  | 2012년 7월 8일   | 6.6%(-0.5)          |
| 168  | 2012년 7월 15일  | 11.9%(+5.3)         |
| 169  | 2012년 7월 22일  | 12.1%(+0.2)         |
| 170  | 2012년 7월 29일  | 11.2%(-0.9)         |
| 171  | 2012년 8월 5일   | 11.3%(+0.1)         |
| 172  | 2012년 8월 12일  | 13.3%(+2.0)         |
| 173  | 2012년 8월 19일  | 10.6%(-2.7)         |
| 174  | 2012년 8월 26일  | 10.5%(-0.1)         |
| 175  | 2012년 9월 2일   | 9.7%(-0.8)          |
| 176  | 2012년 9월 9일   | 12.2%(+2.5)         |
| 177  | 2012년 9월 16일  | 13.0%(+0.8)         |
| 178  | 2012년 9월 23일  | 9.7%(-3.3)          |
| 179  | 2012년 9월 30일  | 6.8%(-2.9)          |
| 180  | 2012년 10월 7일  | 9.8%(+3.0)          |
| 181  | 2012년 10월 14일 | 8.8%(-1.0)          |
| 182  | 2012년 10월 21일 | 9.6%(+0.8)          |
| 183  | 2012년 10월 28일 | 9.7%(+0.1)          |
| 184  | 2012년 11월 4일  | 11.3%(+1.6)         |
| 185  | 2012년 11월 11일 | 9.8%(-1.5)          |
| 186  | 2012년 11월 18일 | 8.5%(-1.3)          |
| 187  | 2012년 11월 25일 | 10.7%(+2.2)         |
| 188  | 2012년 12월 2일  | 10.4%(-0.3)         |
| 189  | 2012년 12월 16일 | 10.0%(-0.4)         |
| 190  | 2012년 12월 23일 | 11.9%(+1.0)         |
| 191  | 2012년 12월 30일 | 11.9%(0)            |

- TNmS와 AGB닐슨 미디어 리서치에서 공개한 표를 바탕으로 작성한 시청률이다. 빨간색 글씨는 최고 시청률, 파란색 글씨는 최저 시청률을 나타낸다.

### 2013년 시청률
| 회차 | 방송 일자       | 전국 시청률(증감치) |
| ---- | --------------- | ------------------- |
| 192  | 2013년 1월 6일  | 14.1%(+1.8)         |
| 193  | 2013년 1월 13일 | 11.3%(-2.8)         |
| 194  | 2013년 1월 20일 | 8.8%(-2.5)          |
| 195  | 2013년 1월 27일 | 8.4%(-0.4)          |
| 196  | 2013년 2월 3일  | 8.2%(-0.2)          |
| 197  | 2013년 2월 10일 | 7.6%(-0.6)          |
| 198  | 2013년 2월 17일 | 8.0%(+0.4)          |
| 199  | 2013년 2월 24일 | 7.6%(-0.4)          |
| 200  | 2013년 3월 3일  | 7.4%(-0.2)          |
| 201  | 2013년 3월 10일 | 6.7%(-0.7)          |
| 202  | 2013년 3월 17일 | 6.5%(-0.2)          |
| 203  | 2013년 3월 24일 | 5.3%(-1.2)          |
| 204  | 2013년 3월 31일 | 4.6%(-0.7)          |
| 205  | 2013년 4월 7일  | 4.3%(-0.3)          |

| 회차 | 방송 일자       | 전국 시청률(증감치) |
| ---- | --------------- | ------------------- |
| 192  | 2013년 1월 6일  | 11.1%(-0.8)         |
| 193  | 2013년 1월 13일 | 10.8%(-0.3)         |
| 194  | 2013년 1월 20일 | 8.4%(-2.4)          |
| 195  | 2013년 1월 27일 | 9.7%(+1.3)          |
| 196  | 2013년 2월 3일  | 8.6%(-1.1)          |
| 197  | 2013년 2월 10일 | 6.0%(-2.6)          |
| 198  | 2013년 2월 17일 | 7.9%(+1.9)          |
| 199  | 2013년 2월 24일 | 8.4%(+0.5)          |
| 200  | 2013년 3월 3일  | 8.4%(0)             |
| 201  | 2013년 3월 10일 | 6.4%(-2.0)          |
| 202  | 2013년 3월 17일 | 7.0%(+0.6)          |
| 203  | 2013년 3월 24일 | 5.1%(-1.9)          |
| 204  | 2013년 3월 31일 | 4.1%(-1.0)          |
| 205  | 2013년 4월 7일  | 4.5%(+0.4)          |

- TNmS와 AGB닐슨 미디어 리서치에서 공개한 표를 바탕으로 작성한 시청률이다. 빨간색 글씨는 최고 시청률, 파란색 글씨는 최저 시청률을 나타낸다.

## 논란
2010년 남아공 월드컵을 독점 중계하고 있는 SBS 측은 KBS 2TV에서 해피선데이 코너인 남자의 자격이 남아공 월드컵 경기 영상을 사용한 것과 관련 "명백한 피파(FIFA) 규정 위반"이라고 주장했다.
이에 대해 KBS 박영문 스포츠 국장은 "당초 경기 장면 영상을 제공받을 때 보도용 외에도 예능프로그램에서는 사용할 수 있는 합의가 유지된 것"이라며 "그렇지 않을 경우 KBS에서 단독 중계권을 가진 A매치 경기 영상을 사용한 SBS 태극기 휘날리며도 규정 위반"이라고 반박했다. 한편, 2010년 6월 15일 오전 인터넷 다시보기 서비스를 중단했으며, 다음 날인 6월 16일에 오후 다시보기 서비스를 재개했다.
KBS 측은 "SBS 측에서 공식입장을 밝히겠다고 했으나 아직 아무런 입장 표명이 없다"며 "특별히 문제가 있어서 다시보기 서비스를 중단한 게 아니었다"고 밝혔다.
2010년 12월 3일에 김성민이 마약(필로폰) 투약 혐의로 구속되자, 다음 날 남자의 자격 제작진은 그를 하차시키기로 결정하였다.

## 경쟁 프로그램
- 일요일이 좋다
  - K팝스타 3 (경쟁 프로그램)
  - 런닝맨 (2부 프로그램)

- 일밤
  - 아빠! 어디가 (경쟁 프로그램)
  - 매직콘서트 이것이 마술이다 (2부 프로그램)

## 참고 사항
1. ↑  모노 제작을 '철칙'과 같이 지켰으나 KBS 노조 파업으로 인한 2010년 7월 4일자 특집 방송은 스테레오로 편집, 제작되었다.
2. ↑  KBS "남자의 자격, 월드컵 경기 영상 계속 사용할 터" (조이뉴스 24)